# Wassachiè
La Wassachiè est une race de poule domestique originaire du Mali. Développée au XXIe siècle, elle est utilisée pour une production mixte : viande et œufs.

## Origine
La race Wassachiè est une race jeune. Elle est créée au début du XXIe siècle au Mali par l'Institut d'Économie Rurale (I.E.R.), en croisant une race locale, la Kokochiè avec la Rhode Island Red, une race américaine. Le but est d'obtenir une race plus productive, avec une viande ayant un meilleur goût et une production d’œufs plus importante que les races locales, tout en étant résistante aux maladies et climat malien. L'objectif du développement de la race est de permettre l'amélioration de la sécurité alimentaire de la population dans une région où l'accès aux produits issus de volailles est un luxe,.
Son nom « Wassachiè » signifie « poulet de satisfaction » en langue Bambara.

## Élevage
Depuis 2008, l'élevage de la race Wassachiè est fortement encouragé par le PPAAO (Programme de Productivité Agricole en Afrique de l'Ouest) pour améliorer la production agricole et la sécurité alimentaire des populations.
Les oiseaux atteignent un poids de 1 kg à 1,6 kg à l'âge de 6 mois. La poule peut pondre 160 à 170 œufs de 45 g sur l'année, soit une centaine de plus que les autres races locales.
Malgré les avantages fournis par la race, celle-ci a du mal à se diffuser en raison de son prix élevé. En 2016, les oiseaux sont vendus entre 4 000 et 5 000 F CFA. En 2018, le prix d'un poulet Wassachiè est de 3 500 à 3 700 F CFA (soit 7 $US) alors qu'un poulet d'une race locale, meilleur marché, est vendu entre 1 700 et 2 000 F CFA (soit 4 $US),.